# Conomma fuscipes
Conomma fuscipes is een hooiwagen uit de familie Pyramidopidae.